# Brassica rapa subsp. rapa
El nabo (Brassica rapa rapa), también llamado berza, naba, raba, rábano blanco, es una planta comestible de la familia de las brasicáceas (verduras crucíferas) cultivada principalmente en climas templados de todo el planeta como alimento de ganado, planta de intersiembra y consumo humano, principalmente por su tallo bulboso.
La variedad más común de nabo comercializada como hortaliza en Europa y Norteamérica es de piel y carne blanca, a excepción de los 1—3 cm superiores que al sobresalir de la tierra y recibir la luz del sol adquiere un color púrpura, rojo o verdoso. Esta parte superior se desarrolla a partir del tejido del tallo, pero permanece soldada a la raíz, que es prácticamente esférica, de alrededor de 5—15 cm de diámetro y carece de raicillas laterales. La raíz principal (que se encuentra por debajo de la raíz engrosada) es delgada y de 10 cm o más de longitud; se corta tras la recolección.
Las variedades pequeñas y blandas son cultivadas para su consumo humano, 
Las hojas de nabo se cosumen  a veces como "verduras de nabo" y su sabor se parece al de las hojas de mostaza (con las que están estrechamente relacionadas). Las hojas de nabo son un acompañamiento común en la cocina del sudeste de los Estados Unidos, principalmente a finales de otoño y en invierno. Se prefieren las hojas más pequeñas. Las variedades de nabo cultivadas específicamente por sus hojas se parecen a las hojas de mostaza y tienen raíces pequeñas. Entre ellas se encuentran el rapini , brócoli rabe, o el grelo, el bok choy (Brassica rapa chinensis) y la col china (Brassica rapa pekinensis). Al igual que la col cruda o el rábano, las hojas y raíces de nabo tienen un sabor picante que se suaviza después de la cocción.
Las hojas y raíces de las variedades más grandes son utilizadas como alimento para el ganado.

## Descripción

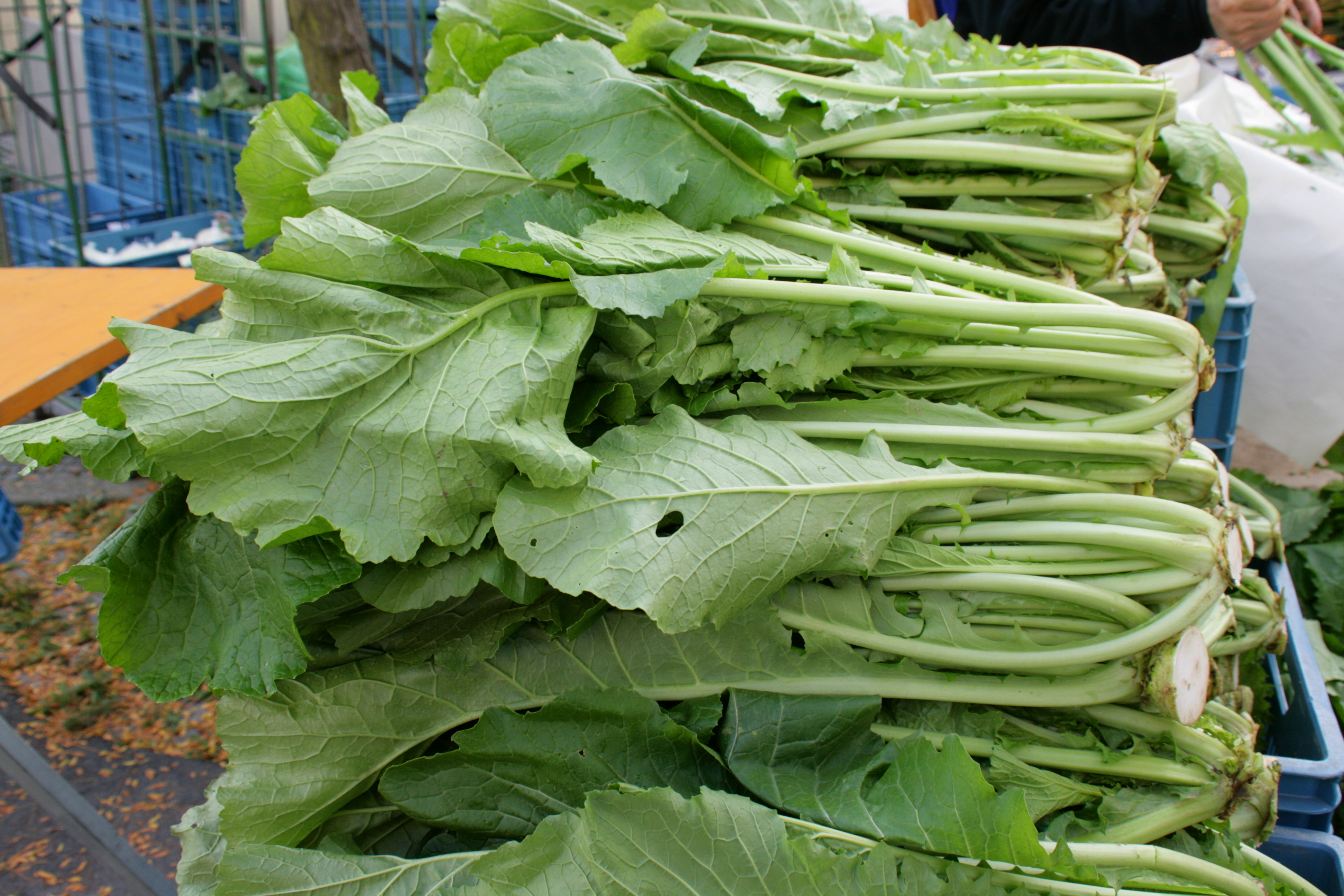
Hojas lanceoladas de la planta.

Es una planta bienal de tallo alto perteneciente a la familia de las mostazas (Brassicaceae). La planta se desarrolla únicamente como un rosetón al nivel del suelo con grandes hojas obtusas onduladas hasta llegada su madurez a los 2 años de edad aproximadamente, en la cual crecen tallos largos y delgados los cuales están cubiertos con una fina capa blanca. El grueso tallo principal de la planta ha sido resultado de un largo proceso de selección artificial.

Los tallos miden 30-100 cm de altura, poseen varias ramificaciones con escasas hojas alargadas lanceoladas. En la punta de las ramificaciones se agrupan las flores de un color amarillo brillante. Las flores poseen solamente cuatro pétalos que pueden medir entre 6,3mm y 1,37cm.
El fruto de las flores es una vaina alargada que mide 2—7 cm de largo la cual guarda las semillas hasta la madurez. La vaina está dividida simétricamente a lo largo de esta y termina en una larga y delgada punta. Esta vaina posee solo una vena (xilema) prominente que aporta irrigación, a diferencia de otras especies dentro de la familia Brasicaceae, las cuales poseen entre 3 a 7 venas. Llegada la madurez, la vaina se abre por la mitad para dejar caer las semillas
Las semillas miden poco más de 1 mm, poseen una forma redondeada y son de un color que varía entre un rojo oscuro y negro.
Las raíces del nabo pesan hasta 1 kilogramo (2 libras), aunque normalmente se cosechan cuando son más pequeñas. El tamaño depende en parte de la variedad y en parte del tiempo que lleva creciendo el nabo.

## Uso alimenticio
La Brassica rapa subsp. rapa ha sido cultivada en Europa como vegetal desde el siglo XX a. C. hasta la llegada de la patata. Las hojas y raíces de la planta son comestibles y su sabor es descrito como "ligeramente picante".
Al igual que la rutabaga, el nabo contiene cianoglucósidos que liberan pequeñas cantidades de cianuro. La sensibilidad a la amargura de estos cianoglucósidos está controlada por un gen pareado. Las personas que poseen dos copias del gen "sensitivo" encuentran el sabor del nabo el doble de amargo en comparación a las personas que no. Además pueden encontrar otras plantas dentro de la familia brassicaceae intolerablemente amargas según la proporción de cianoglucósidos que estas contengan.

## Origen
Existe evidencia que demuestra la existencia del cultivo del nabo durante siglo XV a. C. en India, principalmente por sus semillas de la cual se extraía un aceite, aunque también en el norte de India era utilizado para la preparación de ensaladas. En el lenguaje Hindi, al nabo se le llama Shalgam (शल्गम).
El nabo era un cultivo ya establecido en el período helenístico del imperio romano, lo que lleva a la suposición de que fue introducido como cultivo antes de este. Safo de Mitilene, una poetisa griega del siglo 7 a. C., llama a una de sus amantes Gongýla ("nabo"). Investigaciones afirman, de todas formas, que "casi no existe registro arqueológico disponible" que ayude a determinar su historia previa y su domesticación.
Formas salvajes de nabos y sus relativas las mostazas son encontradas a lo largo de Asia y Europa lo que sugiere que su domesticación tomó lugar en algún lugar de esa zona. Aunque Zohary y Hopf concluyeron que "Las sugerencias sobre los orígenes de estas plantas se deben basar necesariamente en consideraciones lingüísticas".

## Uso en la agricultura
En Inglaterra, en el siglo XVII, Charles "Turnip" Townshend promovió el uso de los nabos (turnip es nabo en inglés) una rotación de cultivos que permitía mantener la producción durante cuatro años.
En la región austriaca de Wildschönau, los agricultores producen un tipo de aguardiente (schnaps) llamado Krautinger a partir de una variante de Brassica rapa ssp. Rapa, ya que recibieron permiso para hacerlo bajo la emperatriz María Teresa I de Austria en el siglo XVIII. Es famoso por su sabor y olor distintivos.
En la alimentación del ganado se utilizan variedades —nabos forrajeros— específicamente desarrolladas para la alimentación del ganado.  El nabo forrajero se utiliza para cubrir la alimentación animal en períodos de crecimiento escaso o nulo de los pastos. Su interés se debe a que:
- Pueden obtenerse producciones elevadas, superiores a las de otros cultivos de carácter similar.
- Estas producciones se logran en períodos cortos de tiempo, por lo que el cultivo se puede intercalar entre dos principales de una alternativa.
- Es un cultivo barato y poco exigente.
- La planta tiene un alto valor nutritivo y una elevada digestibilidad.
- Puede ser consumido directamente en el campo, sin necesidad de arrancarlo y suministrarlo en pesebre.

La producción media de forraje del nabo forrajero oscila entre los 6.000 y los 8.000 kilos de materia seca por hectárea. La proporción de hojas y raíces existentes en el campo no es constante a lo largo de este período. A mediados del invierno predominan las hojas sobre las raíces (60 por 100 sobre el peso total de la planta). Posteriormente las raíces van engrosando hasta quedar las hojas, a finales de invierno, reducidas a un 30 o 40 por 100 del peso total de la planta.

### Cultivo
La American Household Cyclopedia de 1881 recomienda que los nabos se puedan cultivar en campos que hayan sido rastrillados y arados. Recomienda plantarlos a fines de mayo o junio y desmalezarlos y ralearlos con una azada durante todo el verano.
Como cultivo de raíces, los nabos crecen mejor en climas fríos; las temperaturas altas hacen que las raíces se vuelvan leñosas y tengan mal sabor. Por lo general, se plantan en primavera en climas fríos (como el norte de los EE. UU. y Canadá), donde la temporada de crecimiento dura solo de 3 a 4 meses. En climas templados (aquellos con una temporada de crecimiento de 5 a 6 meses), los nabos también se pueden plantar a fines del verano para una segunda cosecha de otoño. En climas cálidos (temporada de crecimiento de 7 o más meses), se plantan en otoño. El tiempo promedio desde la siembra hasta la cosecha es de 55 a 60 días.
Los nabos son una planta bienal, que tarda dos años desde la germinación hasta la reproducción. La raíz pasa el primer año creciendo y almacenando nutrientes, y el segundo año florece, produce semillas y muere. En áreas con temporadas de crecimiento de menos de siete meses, las temperaturas son demasiado frías para que las raíces sobrevivan el invierno. Para producir semillas, es necesario arrancar los nabos y almacenarlos durante el invierno, teniendo cuidado de no dañar las hojas. Durante la primavera, se pueden volver a colocar en el suelo para completar su ciclo de vida.: 98 

### Principales variedades cultivadas
Están registradas en el catálogo europeo de especies y variedades más de 150 variedades.
El catálogo oficial francés tiene más de 25. Entre estos están:
- Variedades no híbridas: Globo blanco con collar morado,  Bola de oro amarilla,  Media larga de Croissy,  De Milán de cuello rosa,  De Montesson,  De Nancy de hoja entera,  vertus marteux,  del Palatinado,  Rave temprana de Auvernia,  Rave de Limousin,  Roja plana temprana con hojas enteras, etc.
- Variedades híbridas:  Alderton,  Clodoveo, Declic, Sweetbell

Se han creado nuevas variedades resistentes a enfermedades como Mycosphaerella, Fusarium, Xanthomonas.

## Uso en heráldica

Tres nabos dorados en el escudo de armas de la antigua localidad de Kauvatsa, en la actualidad parte de Kokemäki, en Finlandia.

El nabo es una antigua figura vegetal en heráldica. Fue utilizada por Leonhard von Keutschach, príncipe-arzobispo de Salzburgo. El nabo sigue siendo el corazón del escudo de armas de Keutschach am See.
Las armas del antiguo municipio de Kiikala, Finlandia, eran en gules, un nabo de oro.

## Aparición en la literatura y cultura popular

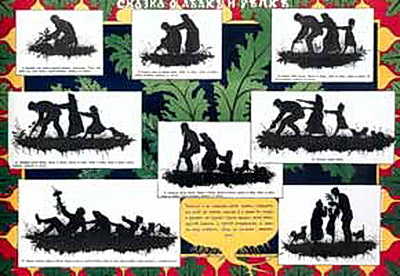
El nabo gigante, cuento eslavo traducido a varias lenguas como polaco, búlgaro o inglés.

- El nombre de nabo se le dio al día 23 del mes de Vendémiaire en el calendario republicano o revolucionario francés, [17] equivalente al 14 de octubre del calendario gregoriano.
- "El nabo gigante" (Repka en ruso, Ripka en ucraniano) es el título de un cuento tradicional eslavo oriental, del tipo Cuento acumulativo.[18]